# 斋桑区
斋桑区，哈萨克斯坦共和国东部东哈萨克斯坦州下辖的一个区，得名于境内的斋桑泊，首府位于斋桑镇，下辖一个市镇和八个乡。该区位于东哈萨克斯坦州的东部边境，北、西分别与同州的库尔丘姆区、塔尔巴哈台區相邻，而东、南则分别与中华人民共和国新疆维吾尔自治区伊犁哈萨克自治州的阿勒泰地区、塔城地区相邻。近年来该市的人口数据为：37,924（2013年估计）；34,593 （2009年人口普查结果）；39,556（1999年人口普查结果）。

## 地形
斋桑区大部分面积为盆地，仅不大一半为山地，南部多东西走向的山脉。